# Episodi di Squadra Speciale Cobra 11 (quarta stagione)
La quarta stagione della serie televisiva Squadra Speciale Cobra 11 è stata trasmessa in prima visione in Germania da RTL in due diversi periodi: dal 16 dicembre 1999 al 23 marzo 2000 (episodi 48-58 secondo l'ordine di messa in onda, costituenti la stagione 7 di RTL), e dal 9 novembre al 14 dicembre 2000 per i rimanenti episodi (stagione 8). In Italia è stata trasmessa in prima visione da Rai 2 dal 7 al 30 ottobre 2002, seguendo l'ordine di produzione degli episodi. L'episodio Janina è stato tuttavia censurato, e quindi trasmesso per la prima volta solo nel 2011 da AXN, in occasione dell'esordio della serie sulla televisione satellitare.
Il primo episodio, in cui Tom Kranich (René Steinke) fa il suo esordio come nuovo compagno di Semir, ha durata doppia in quanto telefilm pilota della stagione.
| nº | n° RTL (diffusione) | Titolo originale       | Titolo italiano                  | Prima TV Germania | Prima TV Italia    |
| -- | ------------------- | ---------------------- | -------------------------------- | ----------------- | ------------------ |
| 1  | 48                  | Höllenfahrt auf der A4 | Inferno sulla A4 (1ª e 2ª parte) | 16 dicembre 1999  | 7 / 8 ottobre 2002 |
| 2  | 52                  | Hase und Igel          | L'ultima gara                    | 10 febbraio 2000  | 9 ottobre 2002     |
| 3  | 54                  | Auf der Flucht         | Il talento di Semir              | 24 febbraio 2000  | 10 ottobre 2002    |
| 4  | 51                  | Eine böse Überraschung | La valigetta                     | 20 gennaio 2000   | 11 ottobre 2002    |
| 5  | 49                  | Blinde Liebe           | Sequestro                        | 6 gennaio 2000    | 14 ottobre 2002    |
| 6  | 50                  | Tulpen aus Amsterdam   | Casa di riposo                   | 13 gennaio 2000   | 15 ottobre 2002    |
| 7  | 53                  | Highway Maniac         | Lucida follia                    | 17 febbraio 2000  | 16 ottobre 2002    |
| 8  | 60                  | Janina                 | Janina                           | 16 novembre 2000  | 15 febbraio 2011   |
| 9  | 56                  | Geheimnisvolle Macht   | Un'arma da fantascienza          | 9 marzo 2000      | 17 ottobre 2002    |
| 10 | 57                  | Die Hütte am See       | Una romantica vacanza            | 16 marzo 2000     | 18 ottobre 2002    |
| 11 | 55                  | Gefährliches Spielzeug | Pattini in autostrada            | 2 marzo 2000      | 21 ottobre 2002    |
| 12 | 59                  | Verlorene Erinnerungen | Ricordi perduti                  | 9 novembre 2000   | 22 ottobre 2002    |
| 13 | 58                  | Die schwarze Rose      | L'auditorium                     | 23 marzo 2000     | 25 ottobre 2002    |
| 14 | 62                  | Schachmatt             | Scacco matto                     | 7 dicembre 2000   | 28 ottobre 2002    |
| 15 | 63                  | Schumanns große Chance | A tutti i costi                  | 14 dicembre 2000  | 29 ottobre 2002    |
| 16 | 61                  | Der Maulwurf           | La talpa                         | 23 novembre 2000  | 30 ottobre 2002    |

## Inferno sulla A4 (1ª e 2ª parte)
- Titolo originale: Höllenfahrt auf der A4
- Diretto da: Raoul W. Heimrich
- Scritto da: Dieter Tarnowski (sceneggiatura), Frank Speelmans (soggetto)

### Trama
La puntata inizia con un inseguimento stradale da parte di Semir con l'aiuto di Otto e Dieter, finito in tragedia perché provoca un maxi tamponamento tra 46 auto. Un'auto impazzita ha il pedale dell'acceleratore bloccato. Nell'auto che viaggia in direzione Aquisgrana vi è il nuovo collega di Semir, Tom Kranich; messosi in contatto con il collega che li precede, i due riescono a fermare la corsa dell'auto contro un escavatore posto in una zona di cantiere.
- Altri interpreti: Bojana Golenac (Susanne), Martin Armknecht (Ed), Thorsten Nindel (Tommy), Olivia Augustinski (Daniela)

Nota: benché a durata doppia, l'episodio in Italia è stato trasmesso, anche in prima visione, diviso in una prima parte e in una seconda parte, in quanto all'epoca la serie andava in onda solamente in fascia preserale. L'episodio è inoltre marcatamente ispirato al film tv del 1997 Incubo sull'autostrada.

## L'ultima gara
- Titolo originale: Hase und Igel
- Diretto da: Diethard Küster
- Scritto da: Andreas Heckmann, Andreas Schmitz

### Trama
Mentre Semir e Tom stanno guidando la macchina, un go-kart gli sfreccia accanto ad alta velocità; il kart si avvicina ad un'automobile facendola esplodere con una bomba. Il conducente del veicolo, un certo DeBreer, muore e il go-kart fugge. Tom e Semir scoprono che il possessore del kart è Alexander Vollberth, ma lui smentisce. Quando Jennifer Vollberth gira con un occhio nero, Semir pensa che il caso è risolto. Jennifer era la moglie di Vollberth ed ha avuto un relazione con DeBreer; per questo Vollberth avrebbe ucciso il conducente. Ma ben presto, Tom e Semir devono cambiare teoria.
- Altri interpreti: Dirk Martens (Alexander Vollberth), Katja Weitzenböck (Jennifer Vollberth)

## Il talento di Semir
- Titolo originale: Auf der Flucht
- Diretto da: Diethard Küster
- Scritto da: Andreas Föhr, Thomas Letocha

### Trama
Un furgone per il trasporto dei prigionieri viene coinvolto in un incidente. Il problema è che uno dei prigionieri, Walter Fromm, fugge con un'auto dopo aver rubato un'arma. Semir non può inseguirlo perché Tom sterza per sbaglio il volante. Fromm fugge a casa di Lisa Bertram; la donna era uno degli ostaggi di una rapina bancaria, quella in cui Fromm venne arrestato. Nel frattempo, Tom e Semir trovano l'auto del fuggitivo abbandonata e così pensano che si possa trovare nel vicinato. Lisa tuttavia si rivelerà tutt'altro che un semplice ostaggio.
- Altri interpreti: Jenny Deimling (Lisa Bertram), Jockel Tschiersch (Walter Fromm), Jan Sosniok (Bernd Thulbeck)

## La valigetta
- Titolo originale: Eine böse Überraschung
- Diretto da: Raoul W. Heimrich
- Scritto da: David Simmons

### Trama
Due rapinatori fratelli rubano quello che trovano, circa 35000 marchi, in una banca di provincia. In più sottraggono una valigetta che un impiegato stava tentando di nascondere agli occhi dei due. Tornati a casa, si accorgono che essa conteneva un milione di dollari. Uno dei due, lievemente ritardato mentalmente, vuole tenerli per realizzare un suo sogno, ma l'altro avanza l'ipotesi che dietro quella grande cifra ci possa essere la mafia. Infatti così è: un mafioso sguinzaglia il suo tirapiedi contro l'impiegato della banca, che tenterà di assassinare, per riottenere i soldi che gli aveva lasciato in custodia. Inoltre rintraccia i due malviventi, di cui ne uccide uno.
- Altri interpreti: Pierre Besson (Horst Weihmann), Maximilian Krückl (Werner Weihmann), Hans-Jörg Assmann (Anton Reiser), Eva Pflug (Maria Wagner)

## Sequestro
- Titolo originale: Blinde Liebe
- Diretto da: Michael Karen
- Scritto da: Ralf Ruland

### Trama
Semir e Tom inseguono due ubriachi sull'autostrada, i quali provocano un incidente in cui rimane ferita anche una donna, Maria. Apparentemente in amnesia, la donna sembra far parte di una pericolosa banda di sequestratori, ricercati da tempo in tutta Europa e famosi per non aver mai lasciato vivo nessuno dei loro ostaggi. Tra Maria e Tom si instaura un legame molto forte; purtroppo, i complici uomini scoprono ben presto l'incidente di Maria, mettendosi sulle sue tracce per ucciderla in modo da non lasciare testimoni; i due giungono all'ospedale dove la donna è ricoverata, ma Maria ha seguito Semir e Tom, a loro volta impegnati a rintracciare i due. Ciò causa la morte dell'agente di Polizia di guardia. Nel frattempo, si scopre che l'ennesimo obiettivo dei sequestratori sarebbe Jurgen von Amelunken, figlio di un facoltoso imprenditore, rapito mentre si trovava sul suo yacht. Al porto dove era ormeggiato il mezzo, i poliziotti incappano nei sequestratori; inizia così un lungo inseguimento, seguito da un combattimento corpo a corpo, ma i due riescono a fuggire. A questo punto Maria, consapevole del pericolo che corre, rivela che la sua amnesia era solo una finzione e di essere davvero parte della banda di sequestratori: si era innamorata di Schuster (uno dei due), che le aveva promesso una vita migliore e più libera; i due avevano iniziato a compiere crimini sempre maggiori, sino all'uccisione di un agente olandese in occasione dell'ennesimo sequestro. Maria aveva dunque lasciato Schuster, che però era tornato a cercarla due mesi prima, minacciandola di rivelare il suo passato se non avesse collaborato di nuovo per adescare von Amelunken. Conduce dunque gli ispettori sul luogo dove l'ostaggio è tenuto prigioniero, ma il giovane è già stato prelevato dai criminali, che si accingono a incassare il riscatto milionario dal padre. Semir e Tom decidono dunque di sfruttare la consegna per catturare i due, evitando una possibile strage. Durante la consegna, un altro poliziotto viene ucciso e i malviventi stanno per avere la meglio; Maria, scappata dal furgone di Otto e Dieter con la pistola di quest'ultimo, salva la situazione, ma a un prezzo molto caro: la sua vita. Alla fine i due poliziotti vanno a far visita a Maria al cimitero e lì Tom capisce quanto Semir volesse bene al suo ex-collega André e che trauma abbia portato la sua tragica scomparsa.
- Altri interpreti: Sophie Schütt (Maria), Simon Licht (Joachim Schuster), Horst Kotterba (Karl Macke)

## Casa di riposo
- Titolo originale: Tulpen aus Amsterdam
- Diretto da: Matthias Tiefenbacher
- Scritto da: Iris Anna Otto, Susanne Mischke

### Trama
L'autista di bus con a bordo alcuni anziani è stato drogato: quando sta sfrecciando in autostrada si sente male e inizia a sbandare finendo per provocare un incidente. Semir Gerkhan e Tom Kranich scopriranno quindi che dietro l'incidente c'è una questione di droga. Essi avranno a che fare con una coppia di anziani che già da giovane aveva avuto a che fare con lo spaccio di questa e con un pazzo senza scrupoli.
- Altri interpreti: Harald Leipnitz (Krollov), Friedhelm Ptok (Bärle), Dan van Husen (Hänchen), Regine Lutz (Johanna Jung)

## Lucida follia
- Titolo originale: Highway Maniac
- Diretto da: Matthias Tiefenbacher
- Scritto da: Uli Tobinsky

### Trama
Semir e Tom hanno a che fare con un pazzo che si diverte ad uccidere la gente con delle esplosioni in autostrada. Il ragazzo si chiama Jochen Fischer, un ventottenne che ha perso metà del volto in un incidente d'auto.
- Altri interpreti: Tonio Arango (Jochen "Joe" Fischer), Heide Simon (signora Fischer), Ivo Keuken (Max)

## Janina
- Titolo originale: Janina
- Diretto da: Michael Schneider
- Scritto da: David Simmons

### Trama
Semir e Tom inseguono un camion che procede a zig zag in autostrada, il cui autista si diverte con una prostituta. Poi il camion urta un cadavere pendente da un cavalcavia, causando un incidente. Il morto si chiamava Jerzy Zaorski, fratello di Waczlaw, gestore di un traffico di prostitute. Dietro l'omicidio ci sono un gruppo di prostitute che venivano molestate dalla vittima ma anche sfruttate dal fratello di Jerzy. Tali prostitute sono anche protette da un parroco che perderà la vita a costo di proteggerle quando Waczlaw farà di tutto per non smascherare il suo giro.
- Altri interpreti: Maria Kowalsky (Janina), Andreas Patton (Waczlaw Zaorski), Heinrich Giskes (il parroco), Christiane von Poelnitz (amica di Janina)

- Nota: Questo episodio non è mai stato trasmesso dalla Rai perché il tema (prostituzione minorile) è stato ritenuto non adatto alla fascia preserale.

## Un'arma da fantascienza
- Titolo originale: Geheimnisvolle Macht
- Diretto da: Axel Barth
- Scritto da: Uli Tobinsky

### Trama
L'automobile di un corriere della mafia italiana viene fermata e rapinata da una donna bionda con un potente fucile ad onde elettromagnetiche. Le strane circostanze di questo misterioso incidente incuriosiranno parecchio Tom e Semir, fino a scoprire che l'autore di queste rapine è una loro collega dell'LKA (Laura Becker) addetta alla sorveglianza telefonica, che è in combutta con il boss italiano Alessio Corti.
- Altri interpreti: Susann Uplegger (Laura Becker), Emilio De Marchi (Luigi), Michael Habeck (Alessio Corti), Christian Spitzl (Schürholz)

## Una romantica vacanza
- Titolo originale: Die Hütte am See
- Diretto da: Stephen Manuel
- Scritto da: Lorenz Stassen

### Trama
Semir e Andrea si prendono una vacanza romantica fuori dal caos cittadino rifugiandosi in una vecchia casetta vicino al lago. Dall'altra parte del lago ci sono dei delinquenti a cui Semir si rivolgerà per sapere i risultati delle partite, in quanto non possiede né TV, né radio nella propria casa. Semir chiede ad uno dei ladri se può fare una telefonata a Tom poiché non ha il cellulare con lui. I delinquenti capiscono che il vicino è un poliziotto e cercano di ucciderli entrambi. Andrea e Semir scappano fino a che l'intervento della Polizia arriverà in loro aiuto.
- Altri interpreti: Rolf Kanies (Jan Rupert), Wolf Hofer (Paul Dutzek), Klaus Nierhoff (Gunther Wolff), Tenry Toma (Markus Colberg)

## Pattini in autostrada
- Titolo originale: Gefährliches Spielzeug
- Diretto da: Stephen Manuel
- Scritto da: Stefan Dauck, Christian Heider

### Trama
Degli skaters si divertono nel loro numero preferito, agganciarsi ai camion fermi alle stazioni di servizio per poi farsi trascinare in autostrada. Un ragazzo tenta l'impresa, seguito da due amici in auto, concluso il numero sale nel telone per aspettare la nuova sosta del veicolo che però trasporta armi rubate e si fermerà in un vecchio stabilimento dove c'è il trafficante che gestisce il giro. Lo stesso uomo è anche colui che Semir e Tom pensano essere il responsabile del recupero di armi rubate per conto dell'esercito. Presto scopriranno che così non è e ne seguiranno le tracce per arrestarlo.
- Altri interpreti: Siggi Kautz (Sven), Susanne Caro (Nina), Nils Brunkhorst (Mendner), Simon Werner (Joachim)

## Ricordi perduti
- Titolo originale: Verlorene Erinnerungen
- Diretto da: Raoul W. Heimrich
- Scritto da: Rob Hüttinger, David Simmons

### Trama
Un poliziotto viene trovato sull'autostrada in evidente stato confusionale. Alcuni indizi lo indicano come l'assassino di sua moglie, ma l'uomo non ricorda nulla dell'accaduto. Tom e Semir si occupano del caso.
- Altri interpreti: August Schmölzer (Boris Neumann), Claudia Schmutzler (Sandra)

## L'auditorium
- Titolo originale: Die Schwarze Rose
- Diretto da: Raoul W. Heimrich
- Scritto da: Ralf Ruland

### Trama
Un furgone esplode facendo morire il guidatore mentre tenta di forzare un posto di blocco. Sul luogo vengono recuperati dei detonatori al mercurio che risultano essere stati rubati da un arsenale NATO. Tom e Semir si mettono sulle tracce dei criminali.
- Guest star: Dirk Simpson (Jean Bastan), Stefan Weinert (Max Struwe), Susanne Hoss (Carla May), Sebastian Dunkelberg (Henry Morgenstern)

## Scacco matto
- Titolo originale: Schachmatt
- Diretto da: Axel Barth
- Scritto da: Erdoğan Atalay, Torsten Buchsteiner

### Trama
Un antiquario viene ucciso dopo essere stato gettato fuori strada da un gruppo di gangster. Semir e Tom, arrivati sul posto, decidono di indagare e scopriranno che dietro c'è un'organizzazione criminale che cerca di recuperare dei preziosi cliché.
- Altri interpreti: Anneke Kim Sarnau (Marie Kovacz), Sven Gerhardt (Gabriel), Oliver Broumis (Alex)

## A tutti i costi
- Titolo originale: Schumanns große Chance
- Diretto da: Axel Barth
- Scritto da: Andreas Heckmann, Andreas Schmitz

### Trama
Due criminali litigano per avidità in quanto nessuno vuole dividere con l'altro il denaro, frutto di una rapina. I due gangster si sparano anche a vicenda: uno muore e l'altro rimane a terra gravemente ferito. Quest'ultimo verrà soccorso da Schumann, un uomo di mezza età al quale è appena stato negato un posto di lavoro e che si trova quindi in condizioni precarie. Il soccorritore si offre di portarlo all'ospedale ma viene minacciato dal criminale con una pistola: gli viene ordinato di prestargli assistenza evitando luoghi dove avrebbe potuto essere riconosciuto. Ben presto però anche lui inizia a stare male e Schumann così tenta di impadronirsi della valigia in modo da risolvere un po' dei suoi problemi economici. Esso però non sa che dietro ai due criminali, oramai entrambi morti, c'era un'organizzazione molto potente, così viene ben presto braccato. Toccherà a Tom Kranich e Semir Gerkhan arrestare la banda e salvare la vita a Schumann.
- Altri interpreti: Karl Kranzkowski (Walter Schumann), Anette Daugardt (Julia Schumann), Volker Lippmann (van Cleef), Mike Reichenbach (Draschko)

## La talpa
- Titolo originale: Der Maulwurf
- Diretto da: Axel Barth
- Scritto da: Andreas Föhr, Thomas Letocha, David Simmons

### Trama
Due uomini attaccano un furgone che trasportava dei detenuti e liberano uno dei due carcerati, mentre l'altro si rifiuta di scappare con loro. Il mandante di questo attacco si chiama Gunnar Schrot e l'uomo che doveva essere liberato era suo fratello Manfred. Per un errore dei suoi scagnozzi, l'uomo liberato è un altro, che per sicurezza, viene ucciso. Viene scoperto ad occultare il cadavere una vecchia conoscenza dell'autostradale, Einersomuller, detto Guber; interrogato da Tom Kranich e Semir Gerkhan, nega tutto. L'autostradale viene aiutata nelle indagini da Albert, un vecchio amico di Anna Engelhardt, che aveva fornito informazioni a Schrot sotto ricatto perché egli liberasse il fratello che voleva testimoniare contro di lui in tribunale e per questo andava ucciso. Il figlio di Albert viene rapito ed egli è costretto a mentire per salvare suo figlio. L'autostradale riesce comunque a intervenire, a cogliere i malviventi sul fatto e a salvare Manfred.
- Altri interpreti: Rüdiger Joswig (Jörg Albert), Michael Zittel (Gunnar Schroth), Ralph Willmann (Goover)